# Мухрана
Мухрана (груз. მუხრანა) — село в Грузії.
За даними перепису населення 2014 року в селі проживає 679 осіб.